# Haïti Liberté
Haïti Liberté é um jornal de periodicidade semanal que divulga notícias referentes ao Haiti. É escrito em francês, com duas páginas em crioulo haitiano e uma em inglês. Com sedes em Porto Príncipe e em Nova Iorque, onde é publicado, possui correspondentes permanentes na ilha.
No Haiti, é vendido por vendedores de rua. Também é vendido para a Diáspora por meio de distribuidores nos Estados Unidos, Canadá e França ou por assinaturas.